# 종횡천하
《종횡천하》(縱橫天下)는 샨다(중국기업)에서 개발하고, 액토즈소프트에서 서비스 하는 삼국지 배경의 웹게임이다. 2009년 9월 21일 클로즈 베타 테스트를 진행했으며, 2009년 10월 22일 정식서비스를 시작했다.
PHP를 사용하는 플레쉬기반의 게임이다.

## 자원
종횡천하의 기본이 되는 속성이다. 각각의 건물의 레벨에 따라서 생산량이 정해지며, 자원을 모아서 건물, 국학, 병영, 방어등을 레벨업시킬 수 있다.

### 목재
기본 생산량은 10이다. 벌목장의 레벨이 올라갈수록 생산량이 증가한다.

### 철괴
기본 생산량은 10이다. 철광의 레벨이 올라갈수록 생산량이 증가한다.

### 식량
기본 생산량은 0이다. 농경지의 레벨이 올라갈수록 생산량이 증가한다.

## 국학
태학원 레벨이 올라가면서 연구할 수 있는 국학의 종류도 늘어난다. 국학은 건물 및 병종에 대한 기본승급조건이 된다.